# スタンリー・R・ミュラード
スタンリー・ロバート・ミュラード（英: Stanley Robert Mullard、1883年11月1日 - 1979年9月1日）は、イギリスの実業家。ミュラード・エレクトロニクス社の創業者である。

## 生い立ち
ロンドン南東にあるベルモンズィーで、ロバート・ミュラードの息子として生まれた。1899年にマッキー電球会社（Mackey Electric Lamp Company Ltd）に入社し、1906年に同社の取締役になった。
ミュラードは 1903年に学生会員として英国電気学会（IEE）に参加し、1910年に正会員となり、1928年に IEE のフェローになった。
1909年、マッキー社の倒産に伴い、ミュラードはまずパリのランプ会社に就職し、その後、ロンドン北部のポンダーズ・エンドにあるエディスワン社に入社、1913年にはランプ研究所の責任者となった。
第一次世界大戦中、ミュラードは英国海軍志願予備役の大佐に任命され、研究技師としてHMSバーノンに勤務し、ガラスではなくシリカを使った高出力真空管の開発に貢献した。

## ミュラード・ラジオ真空管会社の設立
1920年9月にミュラード・ラジオ真空管社を設立した。1921年にハマースミスに移転し、1923年にはバルハムに移転した。ミュラードは最終的に6つの工場を所有することになった。彼の全財産は真空管やその他の特許からのロイヤルティによるものだったという。1925年、ミュラード社の株式の半分をフィリップスに売却し、1927年には、さらに残りの株式をフィリップスが取得した。
ミュラードは1930年に辞任するまで、ミュラード社の専務取締役を務めた。ゼネスト中、彼のランカシャー工場の労働者は徒歩か馬で出勤した。ストライキをした者はいなかった。
ミュラードは、労働時間の多くを工場の現場で過ごし、生産方法の改善について労働者から情報を集めていた。労働者の業績が芳しくない場合、2週間の休暇手当が支給され、復帰後は業績を上げることが求められた。上級管理職には4週間の休暇が与えられた。